# Bruck-mürzzuschlagi járás
A Bruck-Mürzzuschlag-i járás, kerület (németül Bezirk Bruck-Mürzzuschlag) Ausztriában, Stájerország tartományban található. Bruck-mürzzuschlagi járás Graz-környéki, Weizi, Neunkircheni, Lilienfeldi, Scheibbs-i, Liezeni és Leobeni járásokkal határos. Lakosainak száma 98 984 fő (2019. január 1.). A 2013-as stájer közigazgatási reform nyomán 2013. január 1-jén jött létre a Bruck an der Mur-i járás és a Mürzzuschlagi járás egyesítésével. 

## A járáshoz tartozó települések

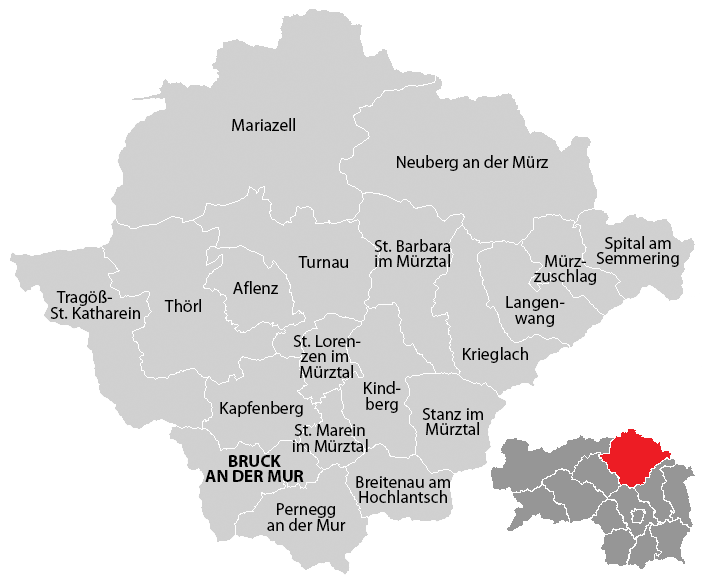
A Bruck-Mürzzuschlag-i járás községei

- Aflenz Kurort
- Aflenz Land
- Allerheiligen im Mürztal
- Altenberg an der Rax
- Breitenau am Hochlantsch
- Bruck an der Mur
- Etmißl
- Frauenberg
- Ganz
- Gußwerk
- Halltal
- Kapellen
- Kapfenberg
- Kindberg
- Krieglach
- Langenwang
- Mariazell
- Mitterdorf im Mürztal
- Mürzhofen
- Mürzsteg
- Mürzzuschlag
- Neuberg an der Mürz
- Oberaich
- Parschlug
- Pernegg an der Mur
- Sankt Ilgen
- Sankt Katharein an der Laming
- Sankt Lorenzen im Mürztal
- Sankt Marein im Mürztal
- Sankt Sebastian
- Spital am Semmering
- Stanz im Mürztal
- Thörl
- Tragöß
- Turnau
- Veitsch
- Wartberg im Mürztal
- Aflenz
- Sankt Barbara im Mürztal
- Tragöß-Sankt Katharein